# Mein Freund Harvey (1970)
Mein Freund Harvey ist eine deutsche Filmkomödie aus dem 1970. Der Fernsehfilm ist eine Literaturverfilmung des gleichnamigen Theaterstücks von Mary Chase.

## Handlung
Veta Simmons will endlich ihre Tochter Myrtle Mae verheiraten. Doch ihr 57-jähriger Bruder Elwood Dowd verschreckt nahezu alle Leute mit seiner Wahnvorstellung, dass er einen etwa 1,72 m großen Hasen namens Harvey als Freund hat. Da Elwood auch noch das ganze Vermögen der Mutter geerbt hat, sind sie und ihre Tochter auf sein Wohlwollen angewiesen. Doch obwohl Elwood ein überaus sympathischer Zeitgenosse ist, der sich rührend und freundlich um seine Mitmenschen kümmert, seien es Bekannte oder Fremde, beschließt Veta ihren Bruder in ein Sanatorium einzuweisen. Dabei erzählt sie dem zuständigen Psychiater Dr. Lymann Sanderson die Geschichte mit Elwood so hysterisch, dass dieser den Fall so einschätzt, dass er sie selbst einweisen lässt. Selbstverständlich habe sich Veta das alles nur ausgedacht, um Elwood zu beschuldigen, bevor dieser sie selbst einweist. Als er Elwood später zu sich bittet und sich entschuldigen will, bietet er ihm auch gleich an, Veta komplett einweisen zu lassen. Doch Elwood will für seine Schwester nur das Beste, sodass er dies ablehnt und entweder ihr oder den Anwälten die Entscheidung überlassen will. Dennoch bleibt er in der Klinik und trifft kurz darauf Betty Chumley und erzählt ihr von seinem besten Freund Harvey. Begeistert von seinem Charme erzählt Betty dies kurz darauf ihrem Ehemann, dem Klinikleiter Dr. William Chumley, sodass dieser und Dr. Senderson erkennen, dass nicht Veta, sondern wirklich Elwood derjenige ist, der ins Sanatorium gehört.
Da Elwood allerdings verschwunden ist, machen sich alle auf die Suche nach ihm. Derweil versucht Myrtle Mae Omar Gaffney, den Anwalt der Familie, davon zu überzeugen, dass es besser wäre, Elwood entmündigen zu lassen, um das Haus verkaufen zu können. Doch Gaffney zögert, hat sich Elwood doch immer freundlich und zuvorkommend verhalten. Als schließlich auch noch Veta nach Hause kommt, den Vorfall im Sanatorium erzählt und verlangt, dass Gaffney sie alle verklagen soll, zögert er nicht mehr. Schließlich erscheint auch noch Chumley, der weiterhin Elwood sucht. Durch einen Telefonanruf erfährt er, dass Elwood mit Harvey in Emils Taverne ist. Chumley geht los, um ihn dort zu treffen. Nur kommt er von dort nicht wieder zurück. Ohne böse Hintergedanken geht Elwood schließlich zurück ins Sanatorium, um Schwester Ruth Kelly zu einem versprochenen Drink abzuholen. Dabei wird er schließlich von Senderson, dem Pfleger Marvin Wilson und Kelly ausgefragt, was mit Chumley passiert sei. Elwood erzählt schließlich, wie er einst Harvey kennengelernt und dass sich Harvey auch Chumley gezeigt habe; beide hätten getrunken und sich um die Rechnung gestritten, bevor sie verschwunden seien. Er selbst wisse nun auch nicht, wo sie abgeblieben seien.
Aber nur kurze Zeit später kommt Chumley wieder im Sanatorium an. Er fühlt sich verfolgt und weist Wilson an, die Türen zu schließen. Doch obwohl dieser das macht, öffnen sie sich doch und Chumley flüchtet erneut, schließlich will er nicht sterben. Er weiß nun, dass Elwood die Wahrheit um seinen Freund Harvey gesprochen hat. Aber als dann auch noch Gaffney, Myrtle Mae und Veta erscheinen, erkennt Elwood, wie sehr alle unter seinem Freund leiden, sodass er sich dafür entscheidet, eine Medizin zu nehmen, um nie wieder Harvey zu sehen. Doch als Veta erkennt, dass Elwood dadurch seine Freundlichkeit verlieren und zu einem normalen, mies gelaunten Menschen werden würde, besinnt sie sich und verhindert dies. Er soll so bleiben, wie er ist.

## Hintergrund
Rühmann verkörperte bereits von 1950 bis 1951 unter der Regie von Gerhard Metzner am Kleinen Haus München, unter der Regie von Willy Maertens am Thalia Theater Hamburg und unter der Regie von Fritz Rémond junior am Kleinen Theater im Zoo Frankfurt, jeweils die Figur des Elwood Dowd am Theater.
Der Film wurde am 22. Februar 1970 im ZDF ausgestrahlt, die Einschaltquote lag bei 44 %. Eine zweite Ausstrahlung fand am 27. Januar 1985 auf 3sat statt.